# Pendiente hawaiano

El pendiente hawaiano. Sólo se muestran las diez circunferencias más grandes

En matemáticas y, en concreto, en topología, el pendiente hawaiano {\displaystyle \mathbb {H} } es el espacio topológico definido como la unión de las circunferencias del plano euclídeo {\displaystyle \mathbb {R} ^{2}} con centros en {\displaystyle \left({\tfrac {1}{n}},0\right)} y radios {\displaystyle {\tfrac {1}{n}}} para {\displaystyle n=1,2,3,...} con la topología inducida de la usual de {\displaystyle \mathbb {R} ^{2}}. Explícitamente, el conjunto al que nos referimos puede escribirse como
{\displaystyle \mathbb {H} =\bigcup _{n=1}^{\infty }\left\{(x,y)\in \mathbb {R} ^{2}\mid \left(x-{\frac {1}{n}}\right)^{2}+y^{2}=\left({\frac {1}{n}}\right)^{2}\right\}.}
El espacio {\displaystyle \mathbb {H} } es homeomorfo a la compactificación de Alexándrov de la unión disjunta de una cantidad infinita numerable de intervalos abiertos.
El pendiente hawaiano es unidimensional, compacto, localmente arco-conexo y metrizable. Aunque {\displaystyle \mathbb {H} } es localmente homeomorfo a {\displaystyle \mathbb {R} } en todos los puntos distintos del origen, no es semi-localmente simplemente conexo en el origen. Por tanto, {\displaystyle \mathbb {H} } no tiene un espacio recubridor simplemente conexo, y se suele poner como el ejemplo más sencillo de espacio con esta característica.
El pendiente hawaiano es muy similar a la unión puntual de una cantidad infinita numerable de círculos, es decir, la rosa de infinitos (numerables) pétalos, pero no son homeomorfos. La diferencia entre ambos espacios se puede ver en que, en el pendiente hawaiano, todo entorno abierto del punto de intersección de las circunferencias contiene todas las circunferencias salvo una cantidad finita (una bola de radio {\displaystyle \varepsilon } alrededor del origen contiene todos los círuclos cuyo radio es menor que {\displaystyle {\tfrac {\varepsilon }{2}}}); en la rosa, en cambio, un entorno del punto de intersección puede no contener ninguna circunferencia entera. Además, la rosa no es compacta (mientras que el pendiente hawaiano sí): el conjunto complementario del punto de intersección es una unión infinita de intervalos abiertos; si les añadimos un entorno suficientemente pequeño del punto de intersección tenemos un recubrimiento por abiertos de la rosa que no tiene ningún subrecubrimiento finito (por lo que no es compacta).